# Leptarrhena
Leptarrhena es un género con cuatro especies de plantas de flores de la familia Saxifragaceae. 

## Especies seleccionadas
- Leptarrhena amplexifolia
- Leptarrhena inundata
- Leptarrhena micrantha
- Leptarrhena pyrolifolia

- Datos: Q13390024
- Multimedia: Leptarrhena / Q13390024
- Especies: Leptarrhena